# دردسر بزرگ (فیلم ۲۰۰۲)
دردسر بزرگ (به انگلیسی: Big Trouble) یک فیلم کمدی، جنایی و دلهره‌آور آمریکایی محصول سال ۲۰۰۲ که بر اساس رمان دردسر بزرگ نوشته دیو بری ساخته شده‌است. این فیلم توسط بری ساننفلد کارگردانی شد و بازیگران بزرگی از جمله تیم آلن و رنه روسو به همراه دنیس فارینا، زویی دشانل، سوفیا ورگارا، جیسون لی و بن فاستر در نقش‌های فرعی حضور داشتند. مانند بسیاری از داستان‌های دیو بری، این فیلم گروهی از مردم را از طریق مجموعه‌ای از موقعیت‌های بسیار عجیب و طنز آمیز در پس زمینه میامی دنبال می‌کند. این فیلم یک بمب گیشه بود و با استقبال متفاوت منتقدان روبرو شد.

## داستان
الیوت آرنولد مردی شکست خورده‌است که در میامی شرکتی تبلیغاتی دارد. او در گذشته خانواده خوبی داشته و به مدت ۱۸ سال در روزنامه میامی داستان فکاهی می‌نوشته‌است، اما به دلیل اختلاف با رئیس جدید خود اخراج شده و در همان روز او به خیانت همسرش نیز پی می‌برد و این در حالی است که پسری نوجوان به نام نایجل حاصل ازدواج آنهاست و …

## تولید
فیلمبرداری به‌طور کامل در میامی، فلوریدا از ۳۱ ژوئیه تا اکتبر ۲۰۰۰ انجام شد.

## انتشار
در ابتدا برای اکران در ۲۱ سپتامبر ۲۰۰۱ برنامه‌ریزی شده بود ولی به دلیل حملات ۱۱ سپتامبر آن سال، فیلم تا آوریل ۲۰۰۲ به تعویق افتاد. سرانجام بی سر و صدا به سینماهای آمریکا آمد و به سرعت پس از آن، با دریافت نقدهای متفاوت و به‌طور کلی توسط تماشاگران نادیده گرفته شد، به یک بمب باکس آفیس تبدیل شد. در راتن تومیتوز بر اساس بررسی‌های ۱۱۱ منتقد، دارای ۴۸ درصد تاییدیه است.